# IRAM 30米望遠鏡
 IRAM 30米望遠鏡是一架在毫米波長進行觀測的電波望遠鏡，坐落在西班牙安達魯西亞 內華達山脈的韋萊塔峰，由毫米波電波天文研究所負責營運。它是世界上僅次於大型毫米波望遠鏡的第二大毫米波望遠鏡。但迄今為止，其生產效率比其較大的競爭對手高得多。每年有超過200名以上，來自世界各地的科學家拜訪這個天文台，使用毫米波段研究 太陽系、宇宙塵、星際物質或宇宙。
天文台於1980年開始建造，1984年開始用於天文觀測，天文台配置的是MT機電產製的整組電波望遠鏡與底座設計。這架30米的望遠鏡是世界上最大、最靈敏的毫米望遠鏡之一，配置了一套異位接受器和連續攝影機，接收的波長為3、2、1、和0.9毫米。IRAM在夏季提供天文台的導覽和公開講座。
IRAM30米望遠鏡參加了產生第一個黑洞剪影的事件視界望遠鏡專案 。

## 外部連結
- Official site（页面存档备份，存于）
- the 30 m on wikimapia（页面存档备份，存于）